# Noctua obscura
Noctua obscura là một loài bướm đêm trong họ Noctuidae.